# Tamao Yoshida
Tamao Yoshida (吉田 玉男), né le 7 janvier 1919 à Osaka et mort le 24 septembre 2006, est un marionnettiste japonais de bunraku, lauréat de l'édition 2003 du prix de Kyoto.

## Source de la traduction
- (en) Cet article est partiellement ou en totalité issu de l’article de Wikipédia en anglais intitulé « Tamao Yoshida » (voir la liste des auteurs).